# Vinícius Vianna
Vinícius Vianna é um roteirista de novelas da Rede Globo. É filho de Oduvaldo Vianna Filho.

## Trabalhos na televisão
| Ano  | Trabalho                | Emissora | Escalação   | Parceiros Titulares           |
| ---- | ----------------------- | -------- | ----------- | ----------------------------- |
| 1989 | Top Model               | TV Globo | colaborador | Walther Negrão Antônio Calmon |
| 1991 | Vamp                    | TV Globo | colaborador | Antônio Calmon                |
| 1993 | Sex Appeal              | TV Globo | colaborador | Antônio Calmon                |
| 1993 | Olho no Olho            | TV Globo | colaborador | Antônio Calmon                |
| 1994 | Tropicaliente           | TV Globo | colaborador | Walther Negrão                |
| 1996 | Vira Lata               | TV Globo | colaborador | Carlos Lombardi               |
| 1996 | Anjo de Mim             | TV Globo | colaborador | Walther Negrão                |
| 1997 | Por Amor                | TV Globo | colaborador | Manoel Carlos                 |
| 1999 | Andando nas Nuvens      | TV Globo | colaborador | Euclydes Marinho              |
| 2000 | Laços de Família        | TV Globo | colaborador | Manoel Carlos                 |
| 2002 | Desejos de Mulher       | TV Globo | colaborador | Euclydes Marinho              |
| 2003 | Mulheres Apaixonadas    | TV Globo | colaborador | Manoel Carlos                 |
| 2003 | Kubanacan               | TV Globo | colaborador | Carlos Lombardi               |
| 2004 | Da Cor do Pecado        | TV Globo | colaborador | João Emanuel Carneiro         |
| 2005 | Belíssima               | TV Globo | colaborador | Sílvio de Abreu               |
| 2006 | Pé na Jaca              | TV Globo | colaborador | Carlos Lombardi               |
| 2010 | Passione                | TV Globo | colaborador | Sílvio de Abreu               |
| 2013 | Flor do Caribe          | TV Globo | colaborador | Walther Negrão                |
| 2015 | Além do Tempo           | TV Globo | colaborador | Elizabeth Jhin                |
| 2016 | Êta Mundo Bom!          | TV Globo | colaborador | Walcyr Carrasco               |
| 2017 | O Outro Lado do Paraíso | TV Globo | colaborador | Walcyr Carrasco               |
| 2019 | A Dona do Pedaço        | TV Globo | colaborador | Walcyr Carrasco               |
| 2021 | Verdades Secretas II    | TV Globo | colaborador |                               |
| 2023 | Terra e Paixão          | TV Globo | colaborador |                               |

## Livros
- Dias Melhores Virão
- Dedé Mamata[1]
- Esta ave estranha e escura[1]
- As Aventuras Sexuais de Luís Ensinada[1]